# Svalgölenbranten
Svalgölenbranten är ett naturreservat i Kinda och Linköpings kommuner i Östergötlands län.
Området är naturskyddat sedan 2015 och är 74 hektar stort. Reservatet omfattar en höjder och östsluttningar mot Svalgölen. Reservatet består av gammal granskog med lövträd i de lägre partierna.